# Xmal Deutschland
Xmal Deutschland — немецкая рок-группа из Гамбурга, образованная в 1980 году и ставшая успешной за пределами Германии. В первоначальный состав входили только девушки. Xmal Deutschland выпустили 4 студийных альбома и ряд синглов с 1980 по 1989 год.

## История
Группа Xmal Deutschland была образована в 1980 Аней Хуве (нем. Anja Huwe) — вокал, Мануэлой Рикерс (нем. Manuela Rickers) — гитара, Фионой Зангстер (нем. Fiona Sangster) — клавишные, Ритой Саймон (нем. Rita Simon) — бас и Каро Мэй (нем. Caro May) — ударные в Гамбурге, Германия. Их первый сингл, „Schwarze Welt“, был выпущен годом позже на лейбле Альфреда Хильсберга (Alfred Hilsberg) ZickZack. Группа также участвовала в сборнике лейбла Lieber Zuviel Als Zuwenig (ZZ 45). В это время Рита Саймон была заменена Вольфгангом Эллерброком (Wolfgang Ellerbrock).
В 1982 году группа выпустила сингл „Incubus Succubus“, ставший классикой готической музыки. Ударница Каро Мэй покинула группу и собрала новую, освободившееся место в тот же год заняла Мануэла Цвингман (Manuela Zwingmann). В то время как немецкая аудитория поначалу не обращала внимания на группу, турне по Великобритании на разогреве у Cocteau Twins привело к подписанию контракта с независимым лейблом 4AD Records. Их дебютный альбом „Fetisch“ и синглы „Qual“ и „Incubus Succubus II“ вышли в 1983 году и попали в британские независимые чарты, даже несмотря на то, что группа исполняла песни на немецком.
Мануэла Цвингман ушла через год, её место занял Петер Беллендир (Peter Bellendir). Этот состав, Huwe/Rickers/Sangster/Ellerbrock/Bellendir просуществовал дольше всех. В 1984 увидели свет сингл „Reigen“ и альбом „Tocsin“, за которыми последовало мировое турне 1985 года.
Мини-альбом „Sequenz“ по сути был переработкой сессий у Джона Пила (John Peel), записанных 30 апреля 1985, и вышедших в эфир 13 мая. В него вошли треки „Jahr Um Jahr II“, „Autumn“ (первый англоязычный, не считая небольших фрагментов в „Qual“, „Young Man“ и „Tag für Tag“) и „Polarlicht“, но не вошел „Der Wind“.
В 1986 вышел сингл „Matador“, спродюсированный Хью Корвеллом (Hugh Cornwell) из The Stranglers. Xmal Deutschland играли на разогреве у The Stranglers на концерте на стадионе Уэмбли в Лондоне. Последовавший альбом „Viva“ был записан в Гамбурге и издан в 1987, вслед за синглом „Sickle Moon“. В „Viva“ вошло много англоязычных текстов, среди прочих поэма Эмили Дикинсон. В это же время группа дала интервью Джейми Микес (Jamie Meakes) для андеграундного фанзина 'House Of Dolls'.
После выхода „Viva“ Мануэла Рикерс, Фиона Зангстер и Петер Беллендир ушли из группы. Аня Хуве и Вольфганг Эллерброк продолжили работу с Франком Ц. (нем. Frank Z.) из Abwärts на гитаре. Продюсер Генри Старост играл на клавишных и немецкий студийный барабанщик Курт Кресс дополнили состав который в 1989 записал альбом „Devils“ и синглы „Dreamhouse“ и „I’ll be near you“. Это были последние релизы Xmal Deutschland, показавшие переход группы к мейнстримной поп-музыке. В 1990 группа дала несколько одиночных концертов, но вскоре распалась.

## Дискография

### Студийные альбомы
- 1983 Fetisch
- 1984 Tocsin
- 1987 Viva
- 1989 Devils

### Синглы и мини-альбомы
- 1981 7» Schwarze Welt — Zick-Zack Schallplatten ZZ 31
- 1982 12" Incubus Succubus — Zick-Zack Schallplatten ZZ 110
- 1983 12" Qual — 4AD Records BAD 305
- 1983 7" Incubus Succubus II — 4AD Records AD 311
- 1983 12" Incubus Succubus II — 4AD Records BAD 311
- 1985 7" Sequenz — Red Rhino RRE-1
- 1985 12" Sequenz — Red Rhino RRET-1
- 1986 12"/CD The Peel Sessions (30.04.85)- Strange Fruit SFPS017
- 1986 7" Matador — eXile XMAL 107
- 1986 12" Matador — eXile XMAL 112
- 1987 7" Sickle Moon — eXile XMAL 207
- 1987 12" Sickle Moon -eXile XMAL 212
- 1989 12" Dreamhouse — Metronome 871543-1
- 1989 12" I’ll be near you — Metronome 889709-1